# 阿德拉拉圣马蒂诺
阿德拉拉圣马蒂诺（義大利語：Adrara San Martino），是伦巴第大区贝加莫省的一个市镇。人口1,908（2001）。主要景点为建于15世纪的圣马蒂诺教堂。